# 克拉别半岛
克拉别半岛（俄语：Полуостров Краббе）是滨海边疆区哈桑区的半岛，在扎鲁比诺和波西耶特之间，长13公里，宽度从70米到4.5公里不等，面积30.8平方公里，最高点179.5米。在该半岛上分布着16条溪长度超过1公里。1863年，它以俄国军官尼古拉·卡尔洛维奇·克拉别命名。